# Scott Goldblatt
Scott Goldblatt (Estados Unidos, 12 de julio de 1979) es un nadador estadounidense especializado en pruebas de estilo libre, donde consiguió ser subcampeón olímpico en 2000 en los 4 x 200 metros.

## Carrera deportiva
En los Juegos Olímpicos de Sídney 2000 ganó la medalla de plata en los 4 x 200 metros estilo libre, con un tiempo de 7:12.64 segundos, tras Australia y por delante de los Países Bajos (bronce).